# 鈴木裕乃
鈴木 裕乃（すずき ひろの、1998年3月24日 - ）は日本の元ファッションモデル、元女優。私立恵比寿中学の元メンバー。スターダストプロモーションに所属していた。

## 人物
- 小学4年生のとき、お台場で家族と映画を観たあと駐車場でスカウトされて、スターダストプロモーションに所属した。
- 趣味はマンガを読むこと。特技はテニス。
- 一歳年上の兄がいる[1]。
- 特技であるテニスの他、塾、バスケ、ピアノの習い事をしている。
- 私立恵比寿中学の元メンバー[2]。転校（脱退）時の出席番号は8番であった[3]。
- 私立恵比寿中学所属時の自己紹介は「みなさん一緒にラリーして下さい。ハイッ!（ハイッ!）ハイッ!（ハイッ!）ハイッ!（ハイッ!）ハイッ!（ハイッ!）スズッシュ!!（わあ〜!!）今日も100%スマイルサーブ、テニスの王女様、出席番号8番、鈴木裕乃です」。
- 私立恵比寿中学唯一のAB型。
- 正式発表はないものの2020年のカレンダー発売を最後に表立った活動がなく、スターダストプロモーションのサイトからもプロフィール等が削除されており芸能界を引退したものと思われる。

## 出演

### テレビドラマ
- こちら葛飾区亀有公園前派出所 第2話（2009年8月8日、TBS） - アイドル少女 役
- 弱虫ペダルSeason2（2017年8月18日 - 、BSスカパー!） - 箱根学園委員長 宮原 役

### 映画
- ジョーカーゲーム 脱出（2013年8月17日、AMGエンタテインメント） - 主演・大野真希 役[4][5]
- 黒崎くんの言いなりになんてならない（2016年2月27日、ショウゲート） - 水野美莉 役[6]

### 舞台
- フライングパイレーツ〜ネバーランド漂流記（2014年7月30日 - 8月3日、シアターグリーン） - 主演・水野曜 役[7][5]
- リボンの騎士 -鷲尾高校演劇部奮闘記-（2016年3月10日 - 13日、六行会ホール） - 主演[8]

### CM
- コナミデジタルエンタテインメント 極上!!めちゃモテ委員長 めちゃモテ☆コレクションChapter2（2009年）

- Riot Games League of Legend「ロルくん登場！」篇（2018年）

### PV
- 秦基博「ひまわりの約束（弾き語りVer.）」（2014年10月29日）[9]

### 広告
- 第一生命（2009年）

### 雑誌
- ニコ☆プチ（2009年、新潮社）
- Kindai 9月号（2009年7月、近代映画社）
- ディズニーファン 2009年8月号増刊（2009年7月、講談社）

### その他
- OCN TODAY 今日の美少女写真Vol.49 - ウェイバックマシン（2011年5月6日アーカイブ分）